# B'Boom: Live in Argentina
B'Boom: Live in Argentina  è un album dal vivo del gruppo musicale britannico King Crimson, pubblicato nel 1995 dalla Discipline Global Mobile.
Tutte le tracce sono state registrate tra il 6 ottobre ed il 16 ottobre 1994 al Broadway, presso Buenos Aires, in Argentina, tranne Heartbeat, registrata a Córdoba.

## Tracce
CD 1
1. "VROOOM" (Adrian Belew, Bill Bruford Robert Fripp, Trey Gunn, Tony Levin, Pat Mastelotto)  – 7:07
2. "Frame by Frame" (Belew, Bruford, Fripp, Levin)  – 5:28
3. "Sex Sleep Eat Drink Dream" (Belew, Bruford, Fripp, Gunn, Levin, Mastelotto) - 4:58
4. "Red" (Fripp)  – 6:08
5. "One Time" (Belew, Bruford, Fripp, Gunn, Levin, Mastelotto)  – 5:45
6. "B'Boom" (Belew, Bruford, Fripp, Gunn, Levin, Mastelotto)  – 6:54
7. "THRAK" (Belew, Bruford, Fripp, Gunn, Levin, Mastelotto)  – 6:29
8. "Improv - Two Sticks" (Gunn, Levin)  – 1:26
9. "Elephant Talk" (Belew, Bruford, Fripp, Levin)  – 4:25
10. "Indiscipline" (Belew, Bruford, Fripp, Levin)  – 7:38

CD 2
1. "VROOOM VROOOM" (Belew, Bruford, Fripp, Gunn, Levin, Mastelotto)  – 6:18
2. "Matte Kudasai" (Belew, Bruford, Fripp, Levin)  – 3:43
3. "The Talking Drum" (Bruford, David Cross, Fripp, Jamie Muir, John Wetton)  – 5:52
4. "Larks' Tongues in Aspic (Part II)" (Fripp)  – 7:31
5. "Heartbeat" (Belew, Bruford, Fripp, Levin)  – 5:02
6. "Sleepless" (Belew, Bruford, Fripp, Levin)  – 6:11
7. "People" (Belew, Bruford, Fripp, Gunn, Levin, Mastelotto)  – 5:51
8. "B'Boom" (reprise) (Belew, Bruford, Fripp, Gunn, Levin, Mastelotto)  – 4:26
9. "THRAK" (Belew, Bruford, Fripp, Gunn, Levin, Mastelotto)  – 5:33

## Formazione
- Robert Fripp – chitarra, mellotron
- Adrian Belew – chitarra, voce
- Tony Levin – basso, voce
- Trey Gunn – Chapman Stick, voce
- Bill Bruford – batteria, percussioni
- Pat Mastelotto – batteria, percussioni